# جينيفر بيت
جينيفر بيت (بالإنجليزية: Jennifer Bate)‏ هي عازفة الأرغن بريطانية، ولدت في 11 نوفمبر 1944 في لندن في المملكة المتحدة.

## وصلات خارجية
- جينيفر بيت على موقع ميوزك برينز (الإنجليزية)
- جينيفر بيت على موقع أول ميوزيك (الإنجليزية)
- جينيفر بيت على موقع ديسكوغز (الإنجليزية)